# The Living Desert Zoo and Gardens
Koordinaten: 33° 41′ 45″ N, 116° 22′ 13″ W
The Living Desert Zoo and Gardens ist eine Kombination aus einem Zoo und einem Botanischen Garten. Es handelt sich dabei um eine Non-Profit-Organisation (nicht gewinnorientierte Organisation). Das Gelände befindet sich südlich der Stadt Palm Desert im Riverside County in Kalifornien in den USA. Es ist ein Teil der Sonora-Wüste im Coachella Valley an den Ausläufern der Santa Rosa Mountains. Der Zoo ist Mitglied bei der World Association of Zoos and Aquariums (WAZA) sowie der Association of Zoos and Aquariums (AZA) und beherbergt mehr als 600 Tiere, die über 160 verschiedene Arten repräsentieren. Die Anlage ist nicht zu verwechseln mit dem Living Desert Zoo and Gardens State Park in Carlsbad in New Mexico.

## Geschichte
Im Jahr 1970 wurde von mehreren Treuhändern des Palm Springs Art Museums ein südlich des Museums liegendes großes, wüstenartiges Gelände als ein Naturpark mit dem Schwerpunkt eines lokalen Wüstenökosystems gegründet und für den Publikumsverkehr freigegeben. Seitdem befasst sich die Organisation mit der Erforschung und dem Erhalt der in Wüsten lebenden unterschiedlichen Pflanzen- und Tierarten.

## Anlagenkonzept

### Zoo
Die in der Zoo-Abteilung lebenden Tiere werden in ausgedehnten Freianlagen gehalten. Zwangsläufig  werden Tierarten gezeigt, deren natürlicher Lebensraum Wüsten, Halbwüsten, Savannen und Steppen oder karstige Felsregionen sind. Einen breiten Raum nehmen Steppenbewohner, beispielsweise Antilopen- und Gazellenarten, Giraffen, Zebras, Geparden und Nashörner sowie die vom Aussterben bedrohte Kalifornische Gopherschildkröte (Gopherus agassizii) ein. Für Wiederansiedlungsprogramme werden das Wüsten-Dickhornschaf (Ovis canadensis nelsoni) sowie die Arabische Oryx (Oryx leucoryx) gezüchtet. Außer der nordamerikanischen und afrikanischen Fauna gibt es eine ausgedehnte Sektion, die Tiere aus Australien zeigt und Australian Adventures (Australische Abenteuer) genannt wird. Dort sind beispielsweise Wallabysarten, Emus sowie das Bürstenschwanz-Rattenkänguru (Bettongia penicillata), das von der Weltnaturschutzorganisation IUCN als „critically endangered = vom Aussterben bedroht“ klassifiziert wird, gezeigt. Besuchern werden geführte Touren durch das Gebiet angeboten, in deren Rahmen auch Tiere gefüttert werden können. Verletzte oder erkrankte Tiere können in einem Tierhospital gepflegt werden. Für Kinder besteht in einem Streichelzoo die Möglichkeit, Tiere unter Aufsicht der Pfleger zu berühren. Nachfolgende Bilder zeigen einige typische Tiere, die auf dem Zoo-Gelände leben.

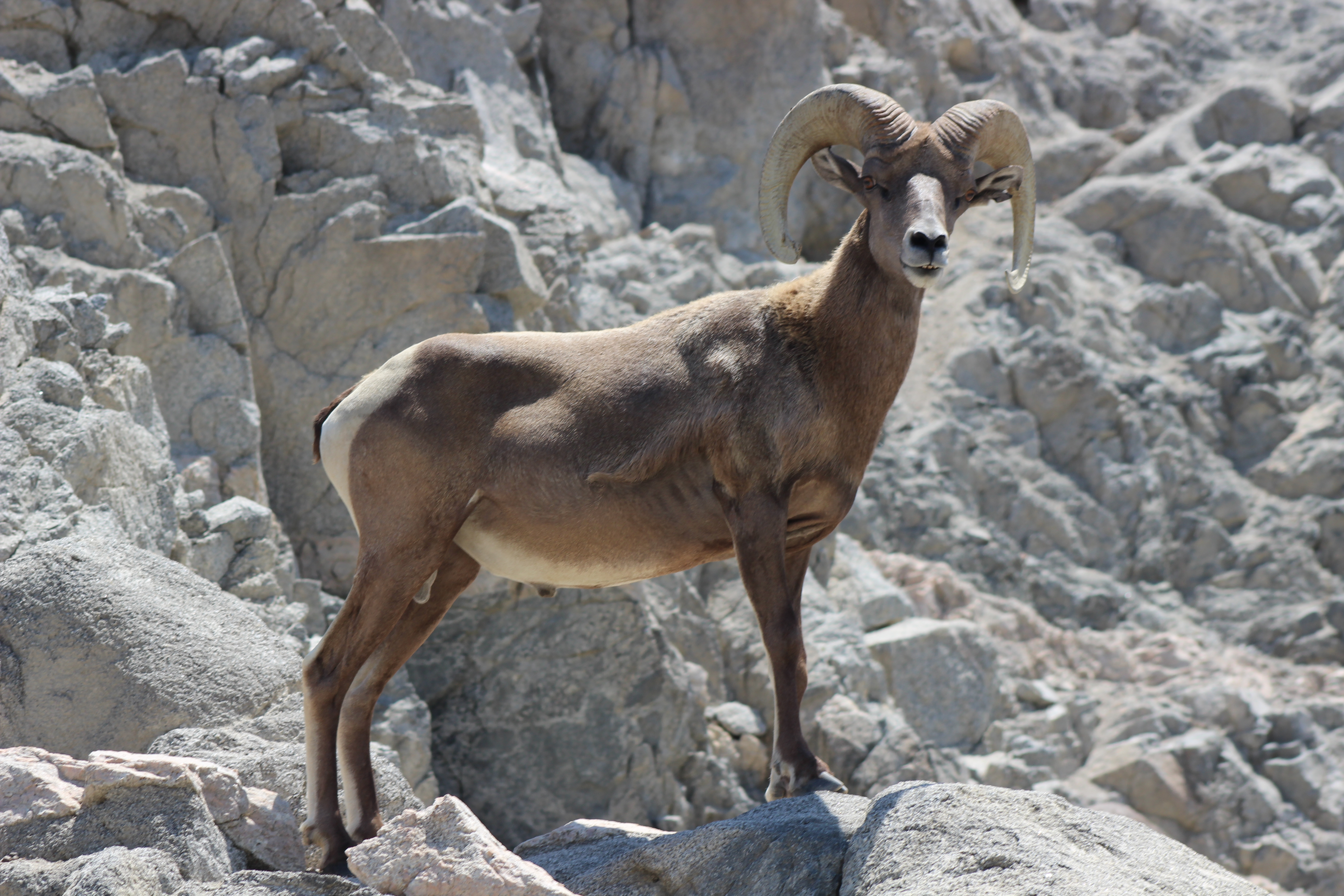
Dickhornschaf
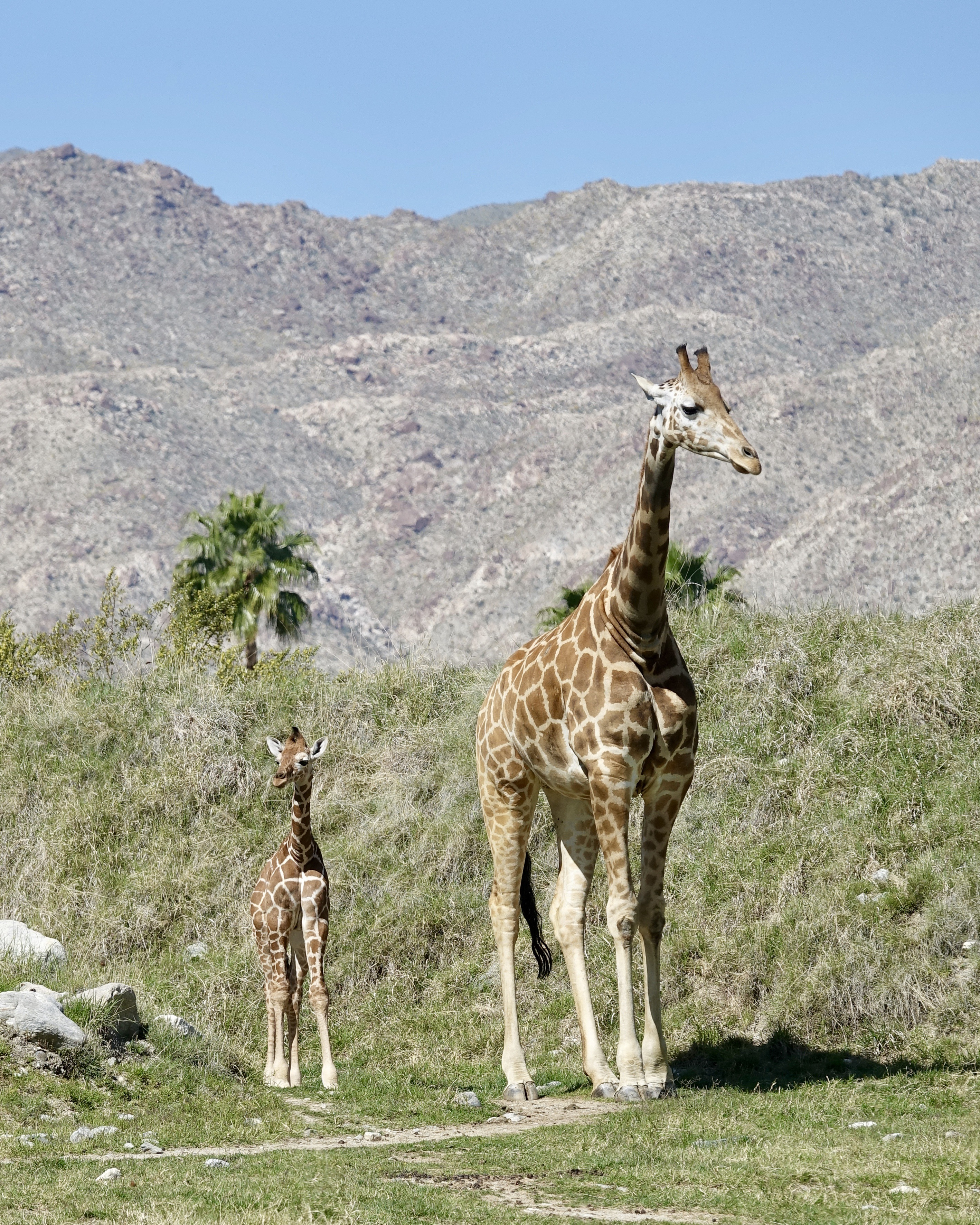
Giraffe mit Jungtier
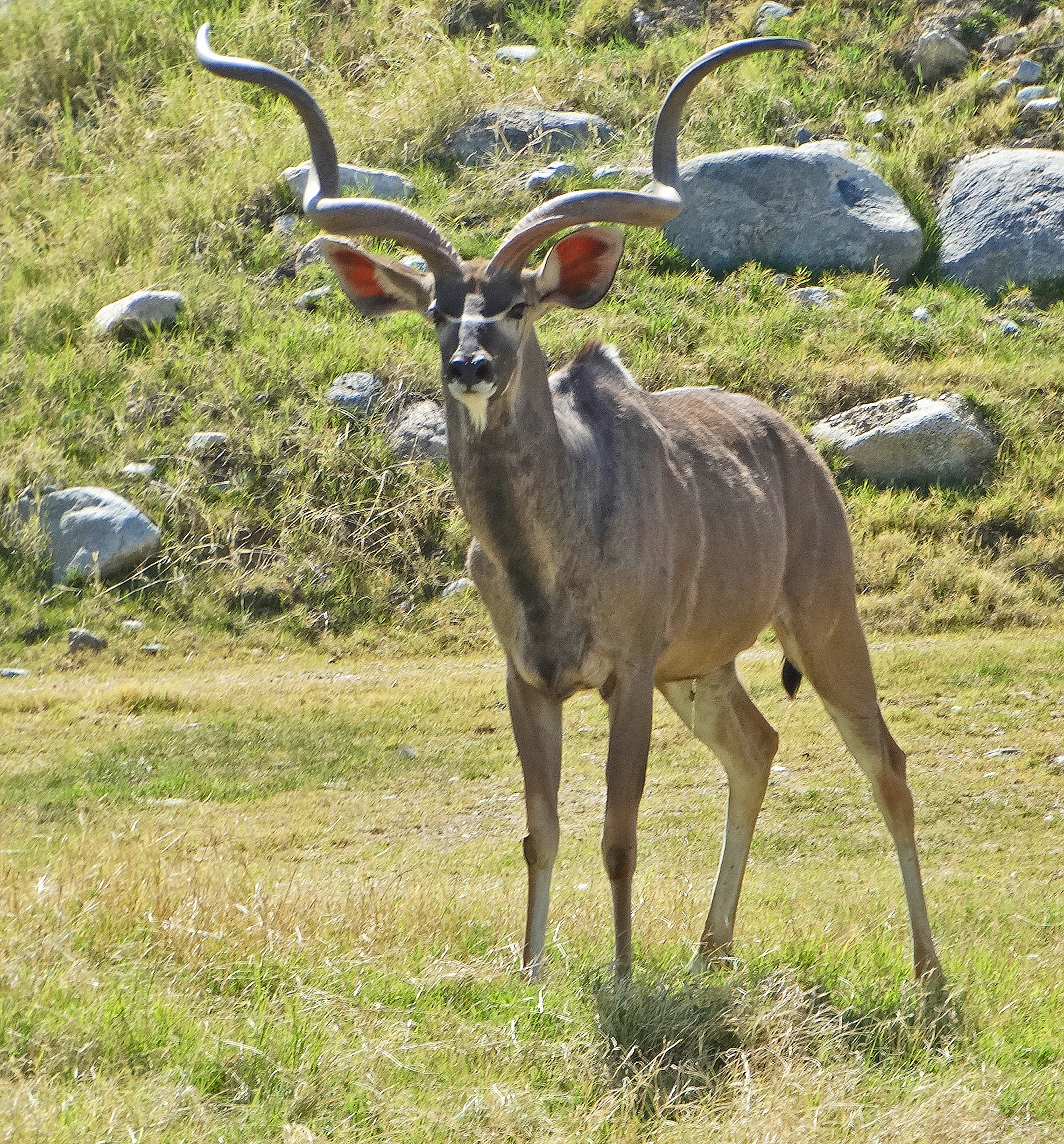
Großer Kudu
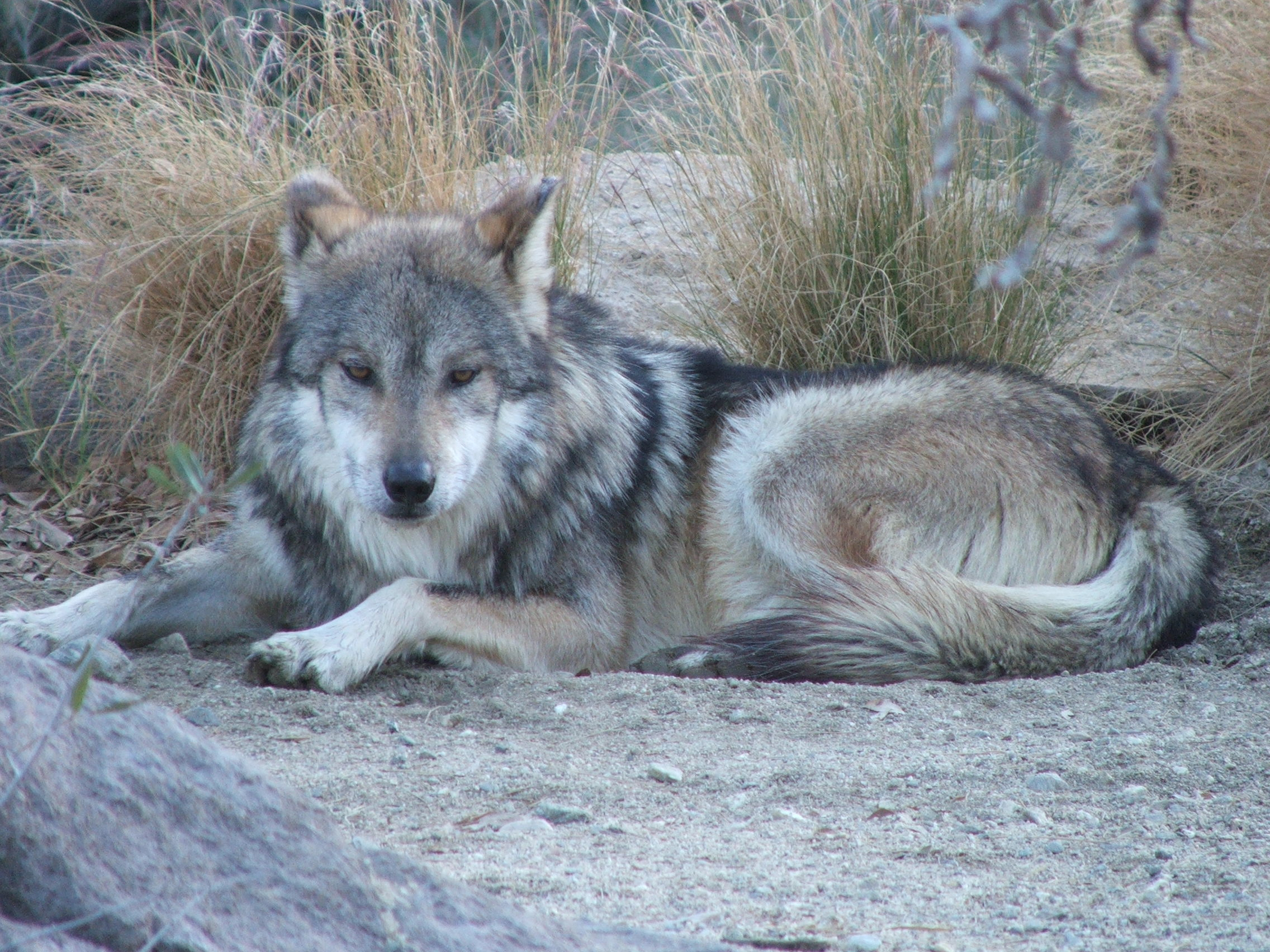
Mexikanischer Wolf

### Botanischer Garten
Einen breiten Raum nimmt in Living Desert Zoo and Gardens die umfangreiche botanische Abteilung ein, die in mehrere Sektionen unterteilt ist, dazu gehören: Agave-Garten, Aloen-Garten, mehrere Kakteen-Gärten, Opuntia-Garten, Yucca-Garten, Palmen-Garten, Kolibri-Garten sowie Wildblumen- und Schmetterlings-Garten. Einige Vogel- oder Schmetterlingsarten leben zwischen oder an der Vegetation frei auf dem Gelände, beispielsweise Rennkuckucke (Geococcyx) oder Monarchfalter (Danaus plexippus).

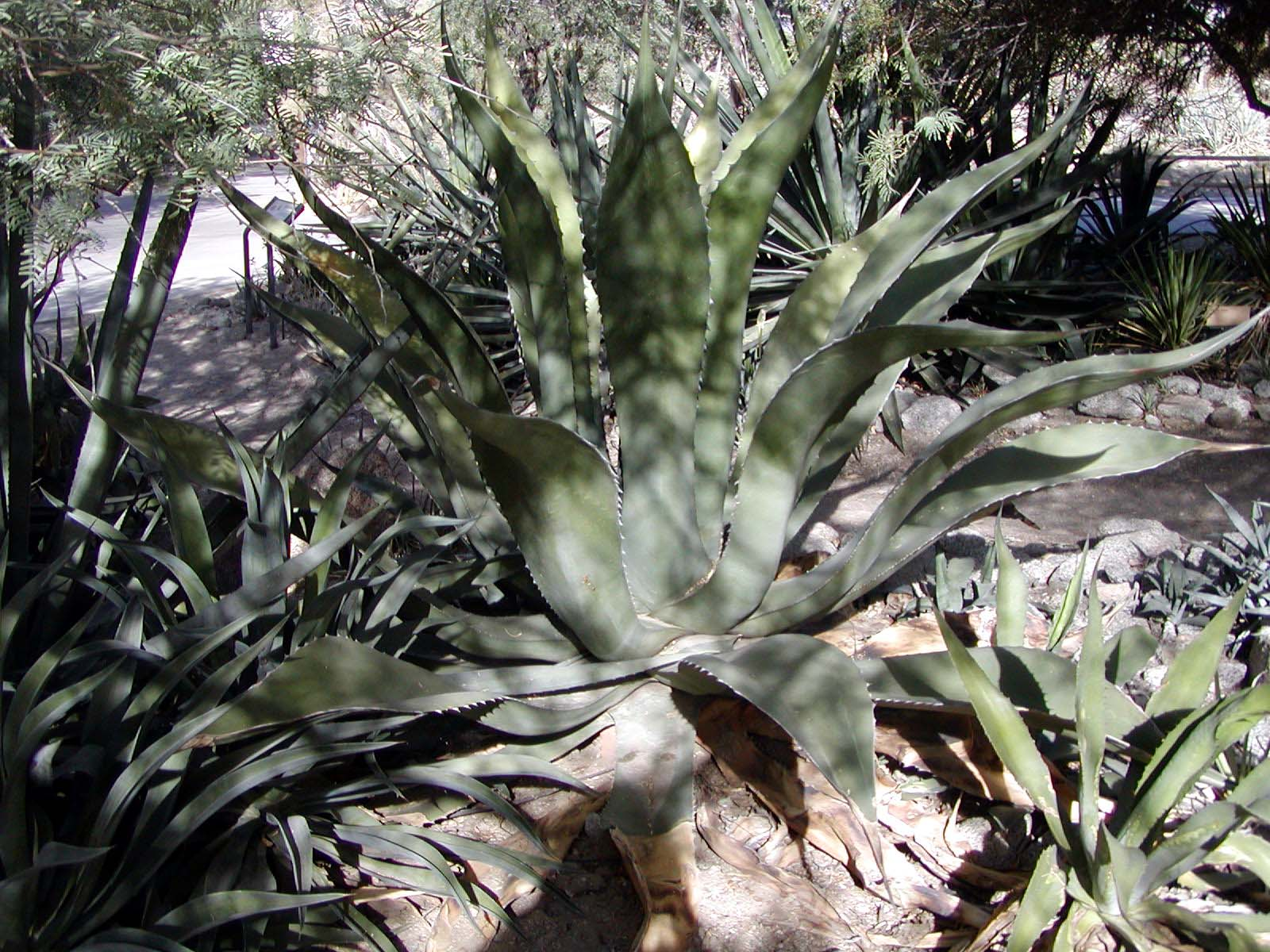
Agave inaequidens
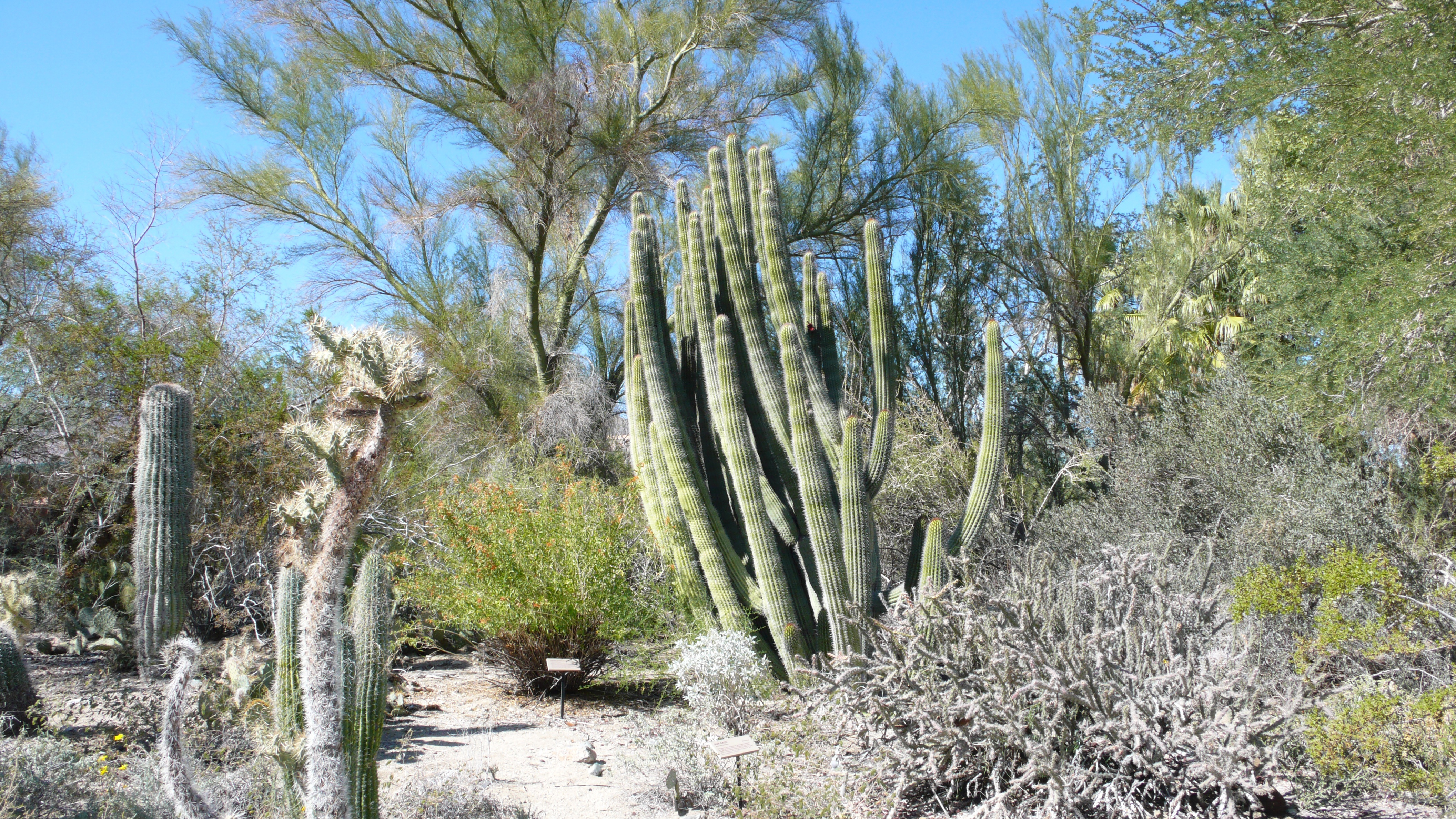
Kaktus-Panorama
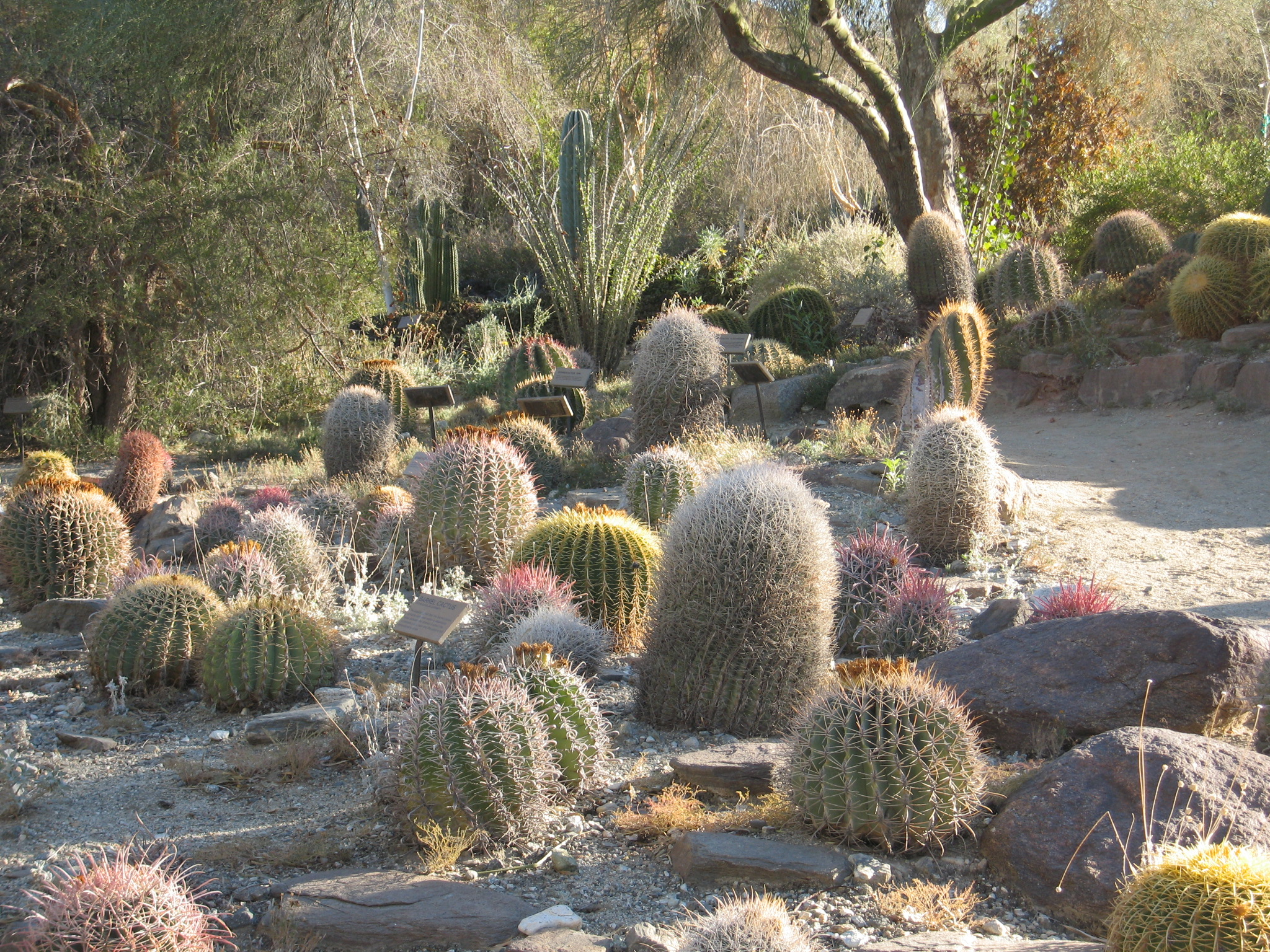
Kaktus-Garten
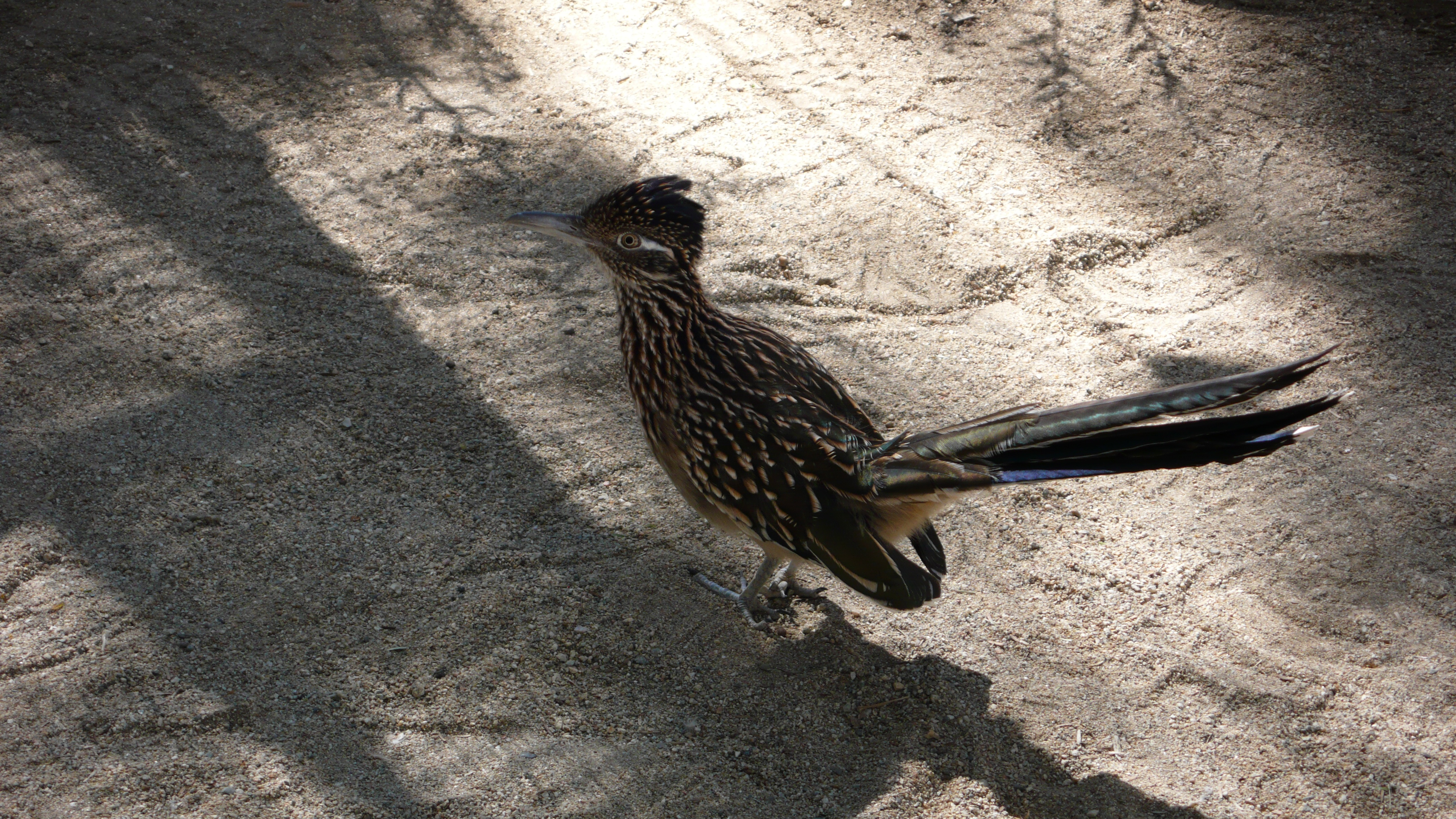
Rennkuckuck
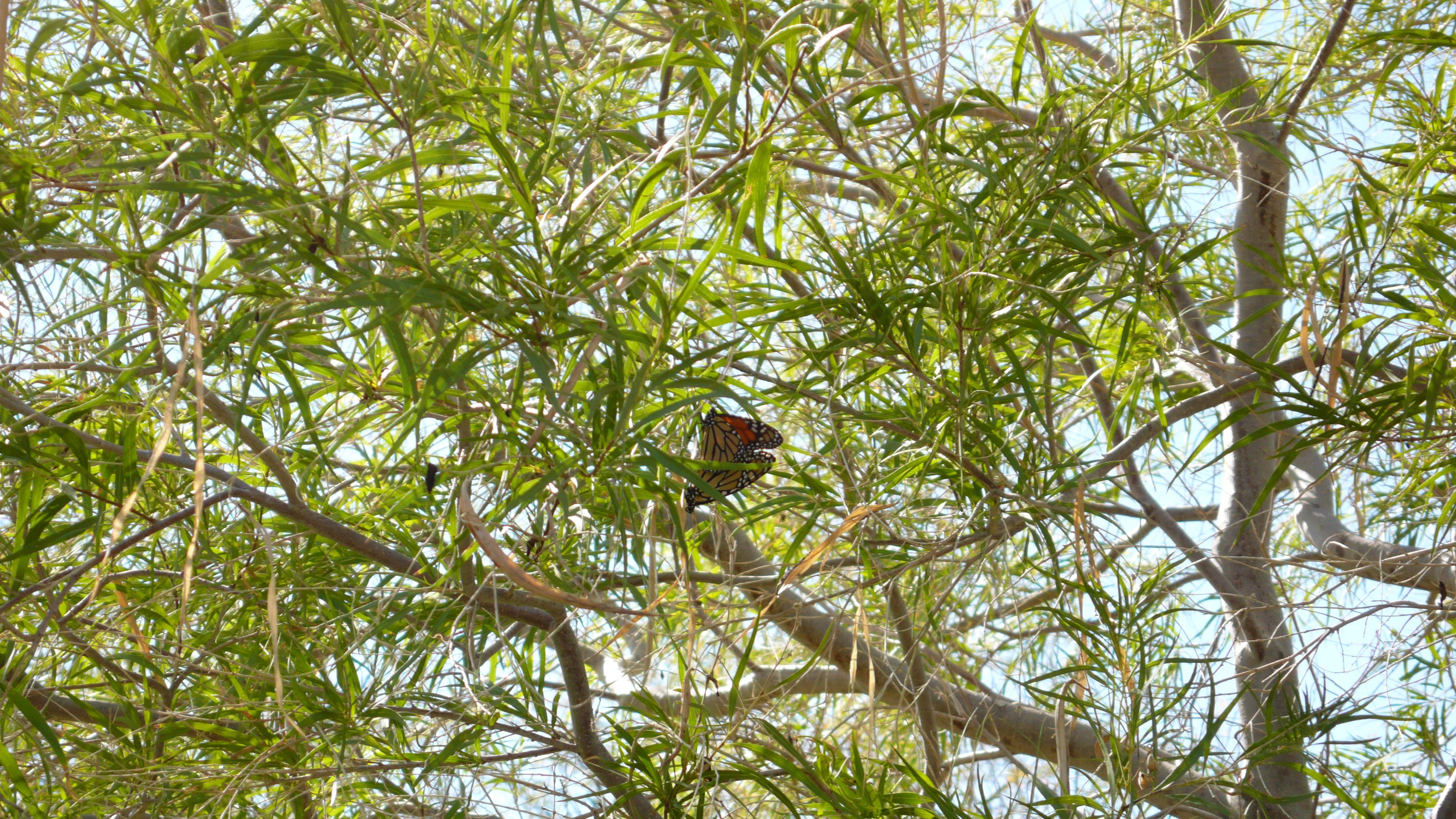
Monarchfalter-Kopula

### Arterhaltungszentrum
Im Jahr 2016 wurde ein Arterhaltungszentrum eröffnet, dass sich im Besonderen mit der Nachzucht seltener Wüstenbewohner beschäftigt. In erster Linie werden kleine Raubtiere wie Schwarzfußkatze (Felis nigripes), Sandkatze (Felis margarita) und Wüstenfuchs (Vulpes zerda) gezüchtet. Außerdem werden In-situ-Programme für den Kalifornischen Gabelbock (Antilocapra americana peninsularis) und den Mexikanischen Wolf (Canis lupus baileyi) unterstützt.

### Modelleisenbahn

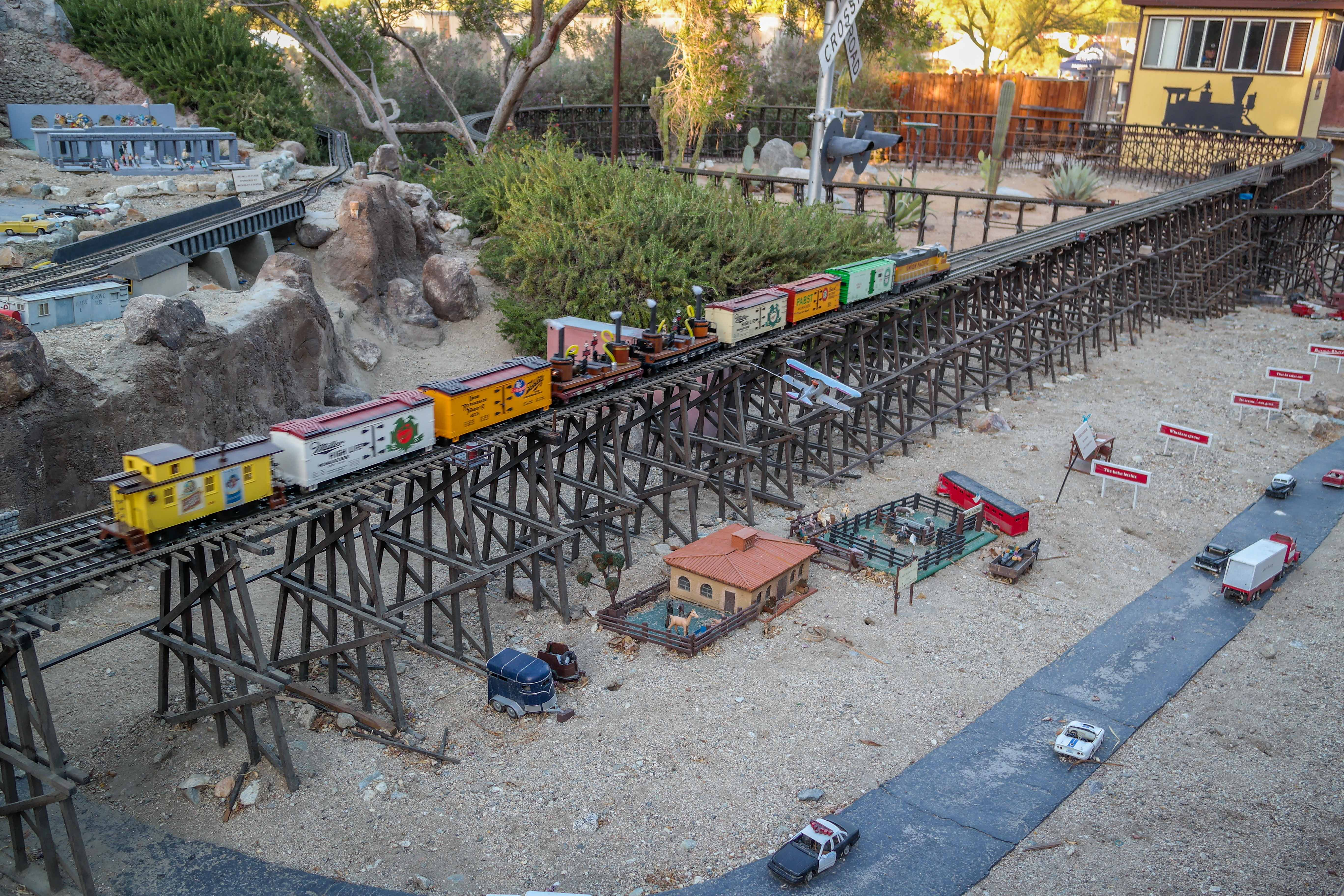
Modelleisenbahnstrecke

Seit 1998 werden dem Gelände des Living Desert Zoo and Gardens Modelleisenbahnen auf einer ca. einen Kilometer langen Strecke, die verschiedene nachgebildete Landschaftsformationen mit Schleifen sowie Brücken enthält und nach der Nenngröße G als Lehmann-Groß-Bahn (LGB) gefertigt wurden, betrieben. Der Maßstab beträgt 1:22,5. Vorführungen mit der Modelleisenbahn werden aufgrund des großen Publikumsinteresses täglich durchgeführt.

### Palm Springs Art Museum
Das in der Nähe gelegene Palm Springs Art Museum, das regionale Museum für Kunst, Naturwissenschaften und Darstellende Künste, vermittelt den Besuchern zusätzliche Informationen zur Flora und Fauna des Gebiets.